# A tiltott királyság
A tiltott királyság (eredeti cím: The Forbidden Kingdom, munkacím: The J & J Project) 2008-as amerikai–kínai harcművészeti film, illetve vuhszia (wuxia) Jackie Chan és Jet Li főszereplésével, Rob Minkoff rendezésében, Jűn Vó-pheng (Yuen Woo-ping) koreográfiájával. A film volt a két legendás harcművész, Li és Chan első közös munkája.

## Cselekmény
A 17 éves Jason Tripitikas nagy kungfu-rajongó, s gyakorta álmodik a Majomkirály (Jet Li) legendájáról. Sok időt tölt a kínai negyedben az Öreg Hop (Jackie Chan) boltjában, aki DVD-ket árul. Egyik nap egy utcai banda arra kényszeríti a fiút, hogy törjön be velük az öreg üzletébe. A betörés közben az öreg rajtakapja őket, de lelövik. A haldokló Hop arra kéri Jasont, vigye vissza a boltban évtizedek óta heverő mágikus, majomszobrot ábrázoló két méteres varázsbotot jogos tulajdonosának. A menekülő fiú leesik a tetőről, s esés közben a bot egy másik világba repíti, s Jason egy másik korban, egy kínai faluban landol.

## Szereplők
| Szerep                               | Színész          | Magyar hang      |
| ------------------------------------ | ---------------- | ---------------- |
| Lu Yan / Öreg Hop                    | Jackie Chan      | Háda János       |
| Sun Wukong / Néma szerzetes          | Jet Li           | Rába Roland      |
| Jason Tripitikas                     | Michael Angarano | Szabó Máté       |
| Arany veréb / Lány a kínai negyedben | Liu Ji-fej       | Sánta Annamária  |
| Erlang Shen / Jade hadúr             | Collin Chou      | Jakab Csaba      |
| Ni Ni Chang                          | Li Bingbing      | Németh Kriszta   |
| Jade császár                         | Wang Deshun      | Cs. Németh Lajos |

## Forgatás
A forgatás 2007 május elején kezdődött Kínában a Góbi-sivatag környékén. Jackie Chan szerint az első forgatási nap pihentető volt, mert nem kellett akciójelenetet forgatniuk. Chan szerint nagyon könnyű volt Jet Livel együtt dolgoznia:
10 éve már nem volt szerencsém olyasvalakivel együtt dolgozni, mozdulatok, ritmus és természetes reakció szempontjából, akivel kényelmesen tudtam volna együttműködni. Sokakkal csináltam már harcjeleneteket, de mindig legalább tízszer újra kellett venni, ami időveszteséget jelent, az ember elfelejtheti a koreográfiát és szükségtelen sérülésekhez is vezethet. Mikor Jettel harcoltam, gyorsan mozogtunk. És nem kellett ugyanazt a koreográfiát hússzor megismételni.
Li is megerősítette, hogy nagyon könnyű volt az akciójeleneteket felvenni Channel, olyan volt, mintha már régóta harcoltak volna egymás ellen, és nem először. Bár a két harcművész már 1985 óta jóbarát, ez az első közös munkájuk.
A forgatást 2007. augusztus 24-én fejezték be, az utómunkálatok szeptemberben kezdődtek.

## Fogadtatás
A film vegyes kritikákat kapott. A Chicago Reader „csalódásnak” nevezte a filmet, arra számítva, hogy a két legendás harcművész összehozása nagyobbat durran majd. Az eFilmCritic szerint Li és Chan viszi vállán a filmet, ami lassan csoszog a következő akciójelenetig. A kritikusok egyetértettek abban, hogy a harcjelenetek Li és Chan között kiválóak és látványosak, a film többi része azonban meglehetősen fárasztó és unalmas.